# NGC 2994
NGC 2994 (również PGC 28122 lub UGC 5239) – galaktyka soczewkowata (S0), znajdująca się w gwiazdozbiorze Lwa. Odkrył ją John Herschel 24 lutego 1827 roku.